# .sb
.sbは国別コードトップレベルドメイン（ccTLD）の一つで、ソロモン諸島に割り当てられている。

## 第二レベルドメイン
登録制限なし:
- com.sb
- net.sb

登録制限あり:
- edu.sb
- org.sb
- gov.sb